# Ceinture d'Orion
Pour les articles homonymes, voir Baudrier.
Astérisme
La ceinture ou baudrier d'Orion est l'un des astérismes les plus connus, faisant partie de la constellation d'Orion. Composé des trois supergéantes bleues Alnitak, Alnilam et Mintaka, très brillantes et presque parfaitement alignées, l'astérisme, facilement reconnaissable à l'œil nu, est un point de repère du ciel nocturne et fait l'objet de maintes références mythologiques et religieuses.

## Observation et repérage

Plan d'Orion.

Les étoiles Alnitak, Alnilam et Mintaka sont situées respectivement à environ 800, 1 340 et 915 années-lumière de la Terre. Ces dernières forment le point central approximatif de la constellation d'Orion. 
On peut utiliser l'astérisme pour localiser d'autres étoiles et objets astronomiques situés à proximité. Ainsi, on retrouve la nébuleuse d'Orion en bas de la ceinture et la nébuleuse de la Tête de Cheval tout juste au sud d'Alnitak. On peut également retrouver la nébuleuse M78 à approximativement 2 degrés au nord et 1,5 degré à l'Est de cette même étoile.
La Boucle de Barnard, une grande nébuleuse en émission faisant partie du nuage d'Orion, est située tout autour du baudrier et peut être observée à l’œil nu dans de très bonnes conditions sans aucune pollution lumineuse. Elle a une couleur rouge dû à sa quantité d'hydrogène ionisé.
En traçant une ligne imaginaire à partir de Mintaka en direction du Sud-Est, on arrive à Sirius. Inversement, en continuant la ligne imaginaire vers le Nord-Ouest, on tombe sur Aldébaran.

## Dans le monde

### Amérique latine
Les trois étoiles sont connues en Amérique latine comme Les Trois Maries (Tres Marias). Elles y annoncent le ciel nocturne de l'hémisphère nord lorsque le Soleil est à son plus bas. Lors des périodes anciennes, elles sont un marqueur clef dans l'écoulement du temps. À Porto Rico, on les appelle Les Trois Rois (Los Tres Reyes). D'ailleurs, ces étoiles sont particulièrement visibles à l'Épiphanie.
Pour les Lacandons une ethnie amérindienne Chiapas, les étoiles principales du Baudrier forment la constellation du Pécari à collier.

### Pays arabes
En arabe, Alnilam signifie « rang de perles », Mintaka signifie « le baudrier » et Alnitak vient du mot an-nitaq et signifie « la ceinture ».

### Chine
Orion est l'une des 28 Xiu (宿)[C'est-à-dire ?] du Zodiaque chinois traditionnel. Son nom est Shen (參) -- plus d'explications sur le Wiktionnaire concernant ce symbole.

## Corrélation d'Orion

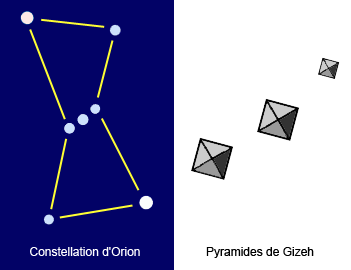
Corrélation entre les pyramides et les étoiles du Baudrier.

Certains archéo-astronomes tels Robert Bauval abordent la théorie de la corrélation d'Orion en suggérant que l'alignement et la taille des trois pyramides égyptiennes de la nécropole de Gizeh (la pyramide de Khéops, la pyramide de Khéphren et la pyramide de Mykérinos) sont basées sur les étoiles de la ceinture d'Orion.